# Stenogephyra torrida
Stenogephyra torrida är en tvåvingeart som beskrevs av Lyneborg 1987. Stenogephyra torrida ingår i släktet Stenogephyra och familjen stilettflugor. Inga underarter finns listade i Catalogue of Life.